# Wellington Nem
Wellington Silva Sanches Aguiar známý zkráceně jako Wellington Nem (* 6. února 1992, Rio de Janeiro, Brazílie) je brazilský fotbalista, který v současné době hraje za klub FK Šachtar Doněck v nejvyšší ukrajinské soutěži Premier Liha. Zároveň reprezentuje Brazílii. Jeho postem je místo křídelního útočníka.

## Klubová kariéra
Wellington Nem začal svou profesionální kariéru v brazilském klubu Fluminense FC. V roce 2011 hostoval ve Figueirense. V červenci 2013 odešel do ukrajinského celku FK Šachtar Doněck.

## Reprezentační kariéra
Nem se představil v dresu brazilské reprezentace do 17 let na Mistrovství světa hráčů do 17 let 2009 v Nigérii, kde Brazílie nepostoupila ze základní skupiny B. V zápase s Japonskem vstřelil v 94. minutě vítězný gól na konečných 3:2.
V A-mužstvu Brazílie debutoval v roce 2012.